# Diderot (cuirassé)

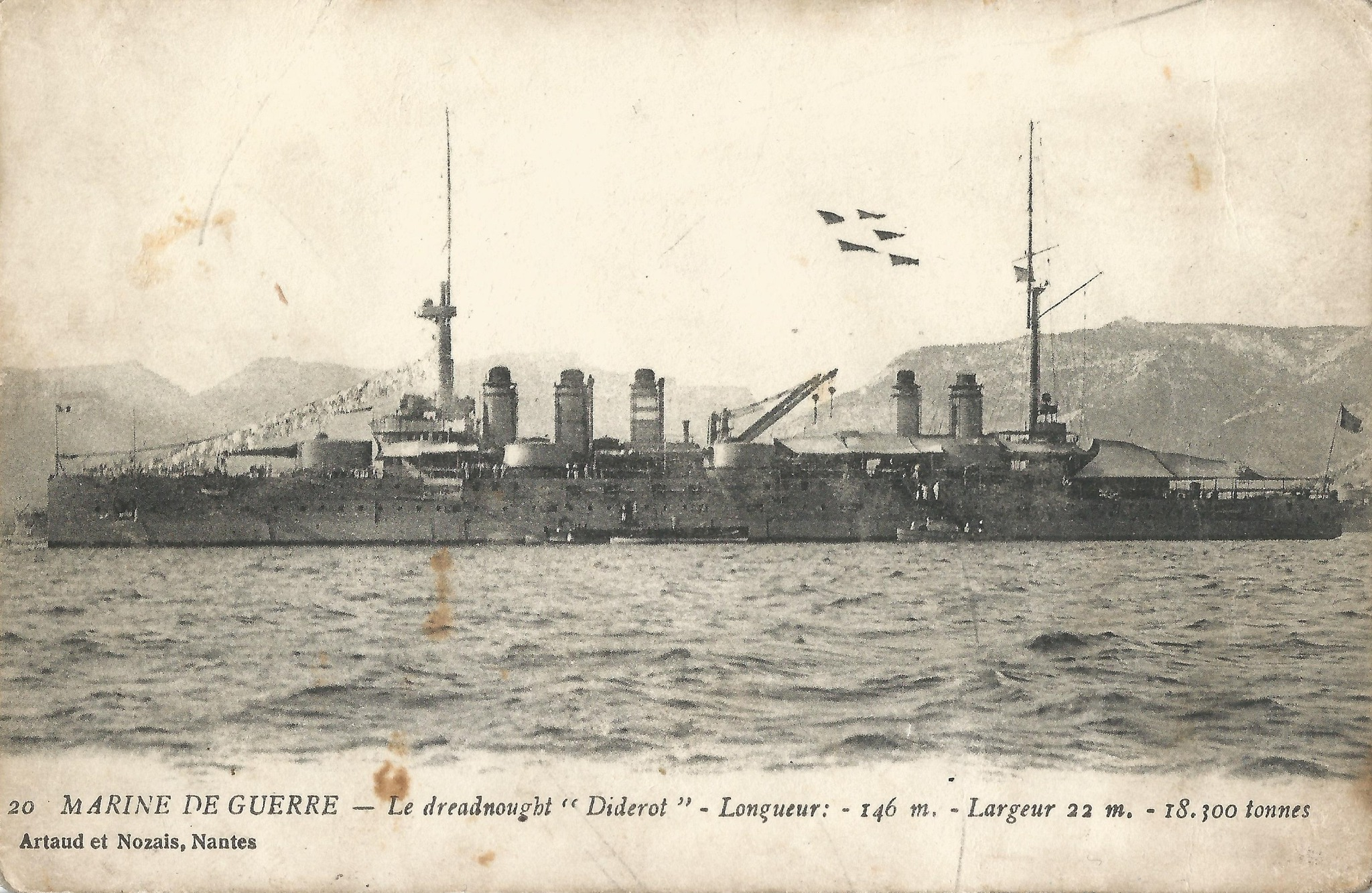
ancienne carte postale du Diderot

Le Diderot est un des six cuirassés semi-dreadnought de la classe Danton en service actif dans la marine française de 1911 à 1937. Au début de la Première Guerre mondiale, il participe au combat d'Antivari en mer Adriatique et contribue au naufrage du croiseur protégé austro-hongrois SMS Zenta. Il passe ensuite le reste de la guerre à bloquer les détroits d'Otrante et des Dardanelles pour empêcher les navires allemands, austro-hongrois et turcs d'entrer en mer Méditerranée. Le Diderot participe à l'occupation de Constantinople après la fin de la guerre. Il est modernisé entre 1922 et 1925 et devient un navire-école. Il est retiré du service en 1936 et vendu en 1937.

## Caractéristiques
Les cuirassés de la classe Danton présentent une amélioration significative par rapport aux cuirassés de la classe précédente, la classe Liberté. Ils sont cependant surclassés avant même leurs achèvements par l'arrivée du dreadnought. Ils présentent également le défaut de devoir transporter des quantités importantes de charbon. Ces faiblesses et défauts en font des navires assez mal conçus, même si les nombreux canons à tir rapide peuvent être d'une certaine utilité en Méditerranée.

## Historique
Le Diderot fut construit à partir de 1907 et mis en service actif en août 1911. Il participa au combat d'Antivari du 16 août 1914 en mer Adriatique et fit partie des escortes de convois dans la Méditerranée. Le bateau fut démantelé en 1937. Alors en démantèlement à Brest quand l'amiral Castex a pris ses fonctions à Dunkerque en septembre 1939, ce dernier ordonne que des pièces du navire soient transférées à Dunkerque afin de renforcer le bastion 32.

## Commandants
Le Diderot a eu pour commandants :
- Louis-Ernest Sagot-Duvauroux de juillet 1912 à janvier 1914 ;
- Gustave Lejay de février à juin 1914 ;
- Joseph Pérot de juin 1914 à décembre 1915 ;
- Félix Thomine de décembre 1915 à décembre 1916 ;
- Gaston Mercier de décembre 1915 à août 1919.

## Personnalités ayant servi à bord
- Jean Mantelet (1891-1942), Compagnon de la Libération.